# Harvey Leibenstein
Harvey Leibenstein (1922 - 28 de febrero de 1994) fue un economista estadounidense nacido en Ucrania. Una de sus contribuciones más importantes a la economía fue el concepto de ineficiencia X y la tesis del mínimo esfuerzo crítico en la economía del desarrollo.

## Trayectoria
Harvey Leibenstein nació en 1922 en Yanishpol en Ucrania, entonces parte de la URSS. De niño, emigró a Canadá.
Estudió economía en la Northwestern University y luego enseñó en Illinois, en el Princeton Institute of Technology y en la California Berkeley University de 1951 a 1967.
En 1957 publicó Economic Backwardness and Economic Growth.
También enseñó en Harvard de 1967 a 1989. 22 años durante los cuales publicó una de sus obras más conocidas: Beyond Economic Man (1976), un ensayo económico que amplía los factores tradicionales de productividad para incluir los talentos gerenciales y las relaciones entre los trabajadores.

## Aportaciones
En cuanto a su "tesis crítica del mínimo esfuerzo", explica que los países subdesarrollados están atrapados en el círculo vicioso de la pobreza y muchos otros factores retardadores del crecimiento que los mantienen en un estado de atraso. Por lo tanto, estos países deben aumentar su renta per cápita a un cierto nivel en el que puedan mantener una tasa de crecimiento autosostenido: necesitan un esfuerzo mínimo crítico, es decir, necesitan invertir más de un nivel mínimo para superar todos los obstáculos de los países subdesarrollados.
En economía, la eficiencia X es la eficacia con la que se utiliza un conjunto determinado de entradas para fabricar productos. Si una empresa está produciendo la máxima producción que puede, dados los recursos que emplea, como hombres y maquinaria, y la mejor tecnología disponible, se dice que es técnicamente eficiente. La ineficiencia X ocurre cuando no se logra la eficiencia técnica.
El concepto de eficiencia X también se utiliza en la teoría de la burocracia.

## Publicaciones Seleccionadas
- 1950, "Bandwagon, Snob and Veblen Effects in the Theory of Consumer Demand", Quarterly Journal of Economics, Vol.64 No.2 : Página 183-207
- 1954, A Theory of Economic-Demographic Development, Prólogo de Frank Notestein, Princeton, Nueva Jersey: Princeton University Press
- 1960, "Retrasos económicos y crecimiento económico: estudios sobre la teoría del desarrollo económico",[5]
- 1966, eficiencia de asignación vs. "Eficiencia X", The American Economic Review, vol. LVI., junio de 1966
- 1968, Entrepreneurship and Development, The American Economic Review, 58 (2): 72–83
- 1969, Equilibrios organizacionales o de fricción, The Quarterly Journal of Economics, vol. LXXXIII, No. 4, noviembre de 1969.
- 1974, Teorías socioeconómicas de la fertilidad y su relevancia para las políticas de población, Revista Internacional del Trabajo, mayo / junio de 1974.
- 1974, Una interpretación de la teoría económica de la fertilidad, Journal of Economic Literature, vol. XII, No. 2, junio de 1974.
- 1975, The Economic Theory of Fertility Decline, The Quarterly Journal of Economics, Vol LXXXIX, No. 1, febrero de 1975.
- 1976, Más allá del hombre económico, Cambridge: Harvard: University Press
- 1978, Teoría general de la eficiencia X y desarrollo económico, Nueva York: Oxford University Press[6]
- 1978, "'X-inefficiency Exists: A Reply to an Exorcist", American Economic Review, 68 (1978): 208
- 1979, "Falta una rama de la economía: Teoría Micro-Micro", Journal of Economic Literature, 17: 477-502 JSTOR 2723301

- 1979, “El paradigma general de la Eficiencia X y el papel del emprendedor”. en: Mario Rizzo (ed. ), Tiempo, incertidumbre y desequilibrio. Lexington: Heath 1979, 127-139
- 1982, "El dilema del prisionero en la mano invisible: un análisis de la productividad intrafirma". American Economic Review, (Papers and Proceedings) 72, no. 2 (mayo): 92–7
- 1983, "Derechos de propiedad y eficiencia X: comentario". American Economic Review, 83: 831–42.
- 1987, Inside the Firm, Las ineficiencias de la jerarquía, Cambridge: Harvard University Press